# Marten van der Wal
Marten van der Wal (Heerenveen, 31 augustus 1912 – Amsterdam, 8 mei 1987) was een Nederlands beeldhouwer, medailleur en pastellist.

## Leven en werk
Van der Wal was een zoon van postbode Pieter van der Wal en Sijbrigjen Hoekstra en groeide op in Heerenveen. Hij werkte aanvankelijk in het boerenbedrijf tot zijn werk onder de aandacht werd gebracht van beeldhouwer Frits van Hall, die hem uitnodigde naar Amsterdam te komen. Van der Wal leerde de beeldhouwkunst in de praktijk op de ateliers van Van Hall en Jan Havermans. Hij had later een eigen atelier, met een oven waarmee hij werk maakte voor Van Hall, Gerrit Bolhuis, Bertus Sondaar en Han Wezelaar. Hij werkte voor de Tweede Wereldoorlog ook als uitvoerder voor Van Hall en Gerarda Rueter. Van der Wal werkte in hout en steen en maakte onder meer portretten en dierfiguren.
Hij was lid van De Onafhankelijken en Het Venster. Hij werd naar eigen zeggen als autodidact niet erkend door de Nederlandse Kring van Beeldhouwers. Hij overleed in 1987, op 74-jarige leeftijd.

## Werken (selectie)
- ca. 1964 De maatschappelijke ladder, reliëf, gemeentehuis in Schipluiden.
- 1965 De synthese van het voetbalveld, teakhouten reliëf in opdracht van de gemeente Amsterdam.

- RKD-Nederlands Instituut voor Kunstgeschiedenis: 82537